# Benjamin Moukandjo
Benjamin Moukandjo Bilé (meist nur Benjamin Moukandjo, * 12. November 1988 in Douala) ist ein ehemaliger Fußballspieler aus Kamerun. Er bekleidete die Position des Stürmers.

## Werdegang
Moukandjo begann seine Karriere im Alter von zehn Jahren in der Kadji Sports Academy, bis er im Jahr 2007 zu Stade Rennes wechselte. Bei Rennes erhielt er lediglich in der B-Mannschaft Einsatzchancen, sodass er für die Saison 2008/09 zu Entente Sannois Saint-Gratien ausgeliehen wurde. Im Anschluss wechselte er zu Olympique Nîmes, wo er in der Ligue 2 zu seinem ersten Einsatz im Profifußball kam. Insgesamt spielte er 46 Mal für Olympique Nîmes und erzielte dabei acht Tore.
In der Winterpause der Saison 2010/11 wechselte Moukandjo zum AS Monaco, für den er in 16 Spielen drei Treffer erzielte. Zu Beginn der darauffolgenden Saison schloss er sich dem AS Nancy an.
Im Juni 2017 wechselte Moukandjo für 5,5 Millionen Euro zu Jiangsu Suning in die Chinese Super League. Ende Februar 2018 wurde er für den Rest der Saison zu Beijing Renhe ausgeliehen, der in dieser Saison ebenfalls in der Chinese Super League, der höchsten chinesischen Liga, spielte. Nach Ablauf dieser Leihe zum Jahresende 2018 stand er wieder im Kader von Jiangsu Suning, bestritt aber kein Spiel für den Verein. Per 28. Februar 2019 wurde die vorzeitige einvernehmliche Beendigung seines Vertrages vereinbart.
Moukandjo war dann zunächst ohne Vertrag, bevor er am 11. September 2019 einen Vertrag beim französischen Verein RC Lens, der in der Ligue 2, der zweithöchsten französischen Liga, spielt, unterschrieb.
In der Winterpause 2019/20 wechselte Moukandjo ablösefrei zum FC Valenciennes.
Im Januar 2021 wechselte er dann zum griechischen Verein AE Larisa, wo er nach einem halben Jahr im Alter von 32 seine Karriere beendete.

## Nationalmannschaft
Im Jahr 2011 kam Moukandjo erstmals für die kamerunische Nationalmannschaft zum Einsatz. Mit Kamerun nahm er an der Weltmeisterschaft 2014 teil und stand im ersten Spiel gegen die mexikanische Nationalmannschaft in der Startaufstellung. Bei der Fußball-Afrikameisterschaft 2017 gelang ihm in sechs Partien ein Treffer. Im Finale gegen die Ägyptische Fußballnationalmannschaft bereitete er das 1:1 für Vincent Aboubakar vor. Das Spiel konnten sie am Ende für sich entscheiden und wurden somit Fußball-Afrikameister 2017.

## Erfolge
Nationalmannschaft
- Afrikameister: 2017